# Dipartimento di Bilma
Il dipartimento di Bilma è un dipartimento del Niger facente parte della regione di Agadez. Il capoluogo è Bilma.

## Geografia antropica
Il dipartimento di Bilma è suddiviso in 4 comuni:

### Comuni urbani
- Bilma

### Comuni rurali
- Dirkou
- Djado
- Fachi